# The Black Eyed Peas Experience
The Black Eyed Peas Experience är ett dansspel utvecklad  och publicerad av Ubisoft till Wii och utvecklad av iNiS till Xbox 360.

## Speluplägg
Spelet har liknande spelupplägg som Just Dance där spelaren utför rörelser efter dansaren i spelet och får poäng beroende på hur skickligt det utförs.

## Mottagande
James Newton från KINECTaku gav spelet sju av tio i betyg och sa "Trots vissa brister är The Black Eyed Peas Experience spännande och ett mycket underhållande spel".
På Metacritic har spelet ett snittbetyg på 65 av 100.
Frank Kerner från Geek Preview gav spelet betyget 7.1 av 10 och sa "Medan uppsättningarna, klubbarna eller vad i helvete det var som vi dansade i var ganska häftiga och futuristiska, verkade allt annat behöva poleras mer."

## Soundtrack
Följande låtar finns med i spelet.
| Sång                                      | År   | Xbox 360                                      | Svårighetsgrad | Wii                             | Svårighetsgrad | Ansträngning |
| ----------------------------------------- | ---- | --------------------------------------------- | -------------- | ------------------------------- | -------------- | ------------ |
| "Boom Boom Pow"                           | 2009 | Ja                                            | Casual         | Ja                              | 3              | 2            |
| "Cali to New York feat. De La Soul"       | 2000 | Ja                                            | Skilled        | Nej                             |                |              |
| "Disco Club"                              | 2005 | Ja                                            | Legendary      | Ja                              | 2              | 1            |
| "Don't Lie"                               | 2005 | Ja                                            | Casual         | Ja                              | 1              | 1            |
| "Don't Phunk with My Heart"               | 2005 | Ja                                            | Casual         | Ja                              | 1              | 1            |
| "Don't Stop the Party"                    | 2010 | Ja                                            | Skilled        | Ja                              | 2              | 3            |
| "Dum Diddly"                              | 2005 | Ja                                            | Skilled        | Ja                              | 2              | 3            |
| "Everything Wonderful feat. David Guetta" | 2010 | Ja                                            | Professional   | Ja                              | 2              | 3            |
| "Fashion Beats"                           | 2010 | Ja                                            | Professional   | Ja                              | 1              | 1            |
| "Hey Mama"                                | 2004 | Ja                                            | Professional   | Ja                              | 2              | 2            |
| "I Gotta Feeling" (2016)                  | 2009 | Ja                                            | Skilled        | Ja                              | 2              | 2            |
| "Imma Be"                                 | 2009 | Ja                                            | Casual         | Ja                              | 3              | 2            |
| "Imma Be (Fast Version)"                  | 2009 | Ja                                            | Legendary      | Nej                             |                |              |
| "Just Can't Get Enough"                   | 2010 | Ja                                            | Casual         | Ja                              | 2              | 2            |
| "Let's Get It Started" (Spike Mix)        | 2004 | Ja                                            | Skilled        | Ja                              | 2              | 3            |
| "Light Up the Night"                      | 2010 | Ja (endast special edition eller som DLC)     | Professional   | Ja (endast med special edition) | 3              | 3            |
| "Love You Long Time"                      | 2010 | Ja                                            | Legendary      | Nej                             |                |              |
| "Meet Me Halfway"                         | 2009 | Ja                                            | Skilled        | Ja                              | 2              | 1            |
| "My Humps"                                | 2005 | Ja                                            | Casual         | Ja                              | 2              | 1            |
| "My Style feat. Justin Timberlake"        | 2005 | Ja                                            | Professional   | Ja                              | 1              | 1            |
| "Pump It" (3)                             | 2006 | Ja                                            | Casual         | Ja                              | 2              | 3            |
| "Rock That Body feat. Victoria Cape"      | 2009 | Ja                                            | Skilled        | Ja                              | 3              | 2            |
| "Shut Up"                                 | 2004 | Ja                                            | Skilled        | Ja                              | 2              | 1            |
| "Showdown"                                | 2009 | Ja                                            | Skilled        | Nej                             |                |              |
| "Smells Like Funk"                        | 2004 | Ja                                            | Legendary      | Nej                             |                |              |
| "Someday"                                 | 2010 | Ja (endast med special edition eller som DLC) | Casual         | Ja (endast med special edition) | 1              | 1            |
| "Take It Off"                             | 2010 | Ja                                            | Skilled        | Ja                              | 2              | 1            |
| "The Best One Yet (The Boy)"              | 2010 | Ja                                            | Professional   | Ja                              | 2              | 2            |
| "The Situation"                           | 2010 | Ja                                            | Skilled        | Nej                             |                |              |
| "The Time (Dirty Bit)"                    | 2010 | Ja                                            | Professional   | Ja                              | 2              | 2            |
| "They Don't Want Music feat. James Brown" | 2005 | Ja (endast tillgängligt som DLC)              | Skilled        | Ja                              | 2              | 3            |
| "Whenever"                                | 2010 | Ja                                            | Skilled        | Ja                              | 1              | 1            |

- En "(3)" visar att sången finns även med i Just Dance 3.
- En "(2016)" visar att sången finns även med i Just Dance 2016.

## Nedladdningsbart innehåll (exklusivt till 360 version)
Följande låtar är tillgängliga att handla på Xbox Live Marketplace för 240 Microsoft Points var.
| Sång                     | Artist                                       | Releasedatum     |
| ------------------------ | -------------------------------------------- | ---------------- |
| "Bebot"                  | "The Black Eyed Peas"                        | 8 november 2011  |
| "Where Is the Love?"     | "The Black Eyed Peas"                        | 13 december 2011 |
| "Nothing Really Matters" | "David Guetta med will.i.am"                 | 13 december 2011 |
| "Party Rock Anthem" (3)  | "LMFAO med Lauren Bennett och GoonRock"      | 13 december 2011 |
| "They Don't Want Music"  | "The Black Eyed Peas med James Brown"        | 10 januari 2012  |
| "Do It Like This"        | "The Black Eyed Peas"                        | 10 januari 2012  |
| "Like a G6"              | "Far East Movement med Dev och The Cataracs" | 27 mars 2012     |
| "Mirrors"                | "Natalia Kills"                              | 10 april 2012    |
| "Pon de Floor"           | "Major Lazer"                                | 10 april 2012    |
| "Don't Hold Your Breath" | "Nicole Scherzinger"                         | 10 april 2012    |

- En (3) visar att låten finns även med i Just Dance 3.